# Bácsszőlős
Bácsszőlős là một thị trấn thuộc hạt Bács-Kiskun, Hungary. Thị trấn này có diện tích 38,83 km², dân số năm 2010 là 385 người, mật độ 10 người/km².